# Балтазар фон Ламберг
Балтазар фон Ламберг (на немски: Balthasar von Lamberg zu Ortenegg; † пр. 1426) е австрийски благородник, господар на Ламберг-Ортенег (днес Ортнек в Словения) в Херцогство Карниола/Крайна.

## Произход и наследство
Той произлиза от благородническата фамилия Ламберг от Каринтия и Крайна, която има собствености в Горна Австрия (Щирия). Син е на Вилхелм II фон Ламберг († 1397) и съпругата му Димут фон Пьотвайн (Повайн). Потомък е на Волрат II Ламбергер († 1214). Брат е на маршал Дитмунд/Димут († 1425), Георг I фон Ламберг-Крайн († ок. 1438), Якоб фон Ламберг-Ротенбюхел (fl. 1413 – 33) и на Катарина, омъжена за Николаус Щайнер.
Чичо е на Сигизмунд фон Ламберг († 1488), първият епископ на Лайбах/Любляна (1463 – 1488), дядо на Кристоф фон Ламберг(† 1579), епископ на Зекау (1541 – 1546), и прадядо на Карл фон Ламберг († 1612), архиепископ на Прага (1607 – 1612).
През 15 век братята Балтазар, Георг и Якоб разделят наследството на три линии.

## Фамилия
Балтазар фон Ламберг-Ортенег се жени 1396 г. за Маргарета Апфалтерн († 1436), дъщеря на Бартоломеус/Каспер Апфалтерн († 1422). Те имат двама сина:
- Георг II фон Ламберг († 1499), фрайхер на Ламберг-Ортенег, губернатор на Карниола, императорски полковник, женен I. за Елизабет фон Цобелсберг, II. 1480 г. за Мария Магдалена фон Турн-Валзасина цу Кройц (* ок. 1464; † 1538/56)
- Андреас фон Ламберг цу Шнеберг († 1473), женен за Маргарета фон Цобелсберг, дъщеря на Фридрих фон Цобелсберг